# Хайд, Рендалл
Рэ́ндалл Хайд (англ. Randall Hyde; род. 1956) — американский компьютерный писатель; известен как автор книги «Искусство ассемблера» (The Art of Assembly Language), посвященной программированию язык ассемблера. Он создал ассемблер Lisa в конце 1970-х и разработал язык программирования Высокоуровневый ассемблер (High-Level Assembler или HLA).

## Биография
Хайд получил образование, а затем стал преподавателем в Калифорнийском университете в Риверсайде. Там же он получил степень бакалавра в области компьютерных наук в 1982 году, а также степень магистра в области компьютерных наук в 1987 году. Специализируется на компиляторах и другом системном программном обеспечении, он писал компиляторы, ассемблер, операционные системы и управляющее программное обеспечение. Он был преподавателем Калифорнийского государственного политехнического университета в Помоне с 1988 по 1993 год и преподавателем в Калифорнийском университете в Риверсайде в период с 1989 по 2000 год Преподавая в этих университетах, Рэнди часто проводил занятия, связанные с программированием на ассемблере (для начинающих и продвинутых), проектированием программного обеспечения, разработкой компиляторов и теории языков программирования.
Хайд был основателем и президентом Lazer Microsystems, которая создала SmartBASIC и ADAM Calc для домашнего компьютера Coleco ADAM. Согласно Rich Drushel, компания также написала реализацию ADAM операционной системы CP/M 2.2. [7] Он также написал в 1983 г. игру Porky's для игровой консоли Atari 2600, выпущенную Fox Video Games.
Хайда часто замечали в группе alt.lang.asm на Google Groups.
По состоянию на 2017 г. Хайд является президентом компании Plantation Productions, Inc., (Риверсайд, Калифорния), которая обеспечивает звук, освещение, постановки, а также обслуживание событий для малых и средних площадок, для зрителей от 10 до 5000 человек.

## Сайты
- Webster: The Place on the Net to Learn Assembly Language

## Избранные статьи Гайда
The Fallacy of Premature Optimization, ACM Ubiquity, 2006, Volume 7, Issue 24.

## Книги Гайда

### Современные книги
- Hyde, Randall. The Art of Assembly Language (неопр.). — 1-е. — San Francisco: No Starch Press[англ.], 2003. — ISBN 978-1-886411-97-5.
- Hyde, Randall. Write Great Code: Volume 1 - Understanding the Machine (неопр.). — 1-е. — San Francisco: No Starch Press[англ.], 2004. — ISBN 978-1-59327-003-2.
- Hyde, Randall. Write Great Code: Volume 2 - Thinking Low-Level Writing High-Level (англ.). — 1-е. — San Francisco: No Starch Press[англ.], 2006. — ISBN 978-1-59327-065-0.
- Hyde, Randall. The Art of Assembly Language (неопр.). — 2-е. — San Francisco: No Starch Press[англ.], 2010. — ISBN 978-1-59327-207-4.

### Древние книги по программированию для Apple
- How to Program the Apple II Using 6502 Assembly Language (1981) Chatsworth: DATAMOST, Inc.
- p-Source A Guide to the Apple Pascal System Архивная копия от 9 августа 2016 на Wayback Machine (1983) Chatsworth: DATAMOST, Inc. ISBN 0881900044

### Книги, переведенные другими языками
- Randall Hyde. Profesjonalne programowanie. Część 1. Zrozumieć komputer = Write Great Code. Volume 1: Understanding the Machine. — Gliwice: Helion, 2005. — 392 с. — ISBN 83-7361-859-7.

- Randall Hyde. Profesjonalne programowanie. Część 2. Myśl niskopoziomowo, пиш wysokopoziomowo = Write Great Code, Volume 2: Thinking Low-Level Writing High-Level. — Gliwice: Helion, 2006. — 640 с. — ISBN 83-246-0463-4.

- Randall Hyde. Asembler. Искусство programowania. Wydanie II = The Art of Assembly Language, 2nd edition. — изд. 2-е. — Gliwice: Helion, 2010. — 816 с. — ISBN 978-83-246-2854-4.